# Skolta Esperanto-Ligo
Skolta Esperanto-Ligo (SEL) sdružuje esperantské skauty z celého světa.

## Původ
Třetí Světový kongres esperanta se konal v roce 1907 v Cambridge v Anglii. Je pravděpodobné, že lord Baden-Powell o tom věděl. Po prvním skautském táboře, který se uskutečnil na ostrově Brownsea později toho roku, začal Baden-Powell tvořit své dílo Scouting for Boys popisující metodu, jakou by mohl skauting být přizpůsoben mladým. Tato jeho práce byla zveřejněna v podobě šesti malých brožur, vydávaných jednou za dva týdny. První brožura ze série vyšla 15. ledna 1908 a série měla takový úspěch, že v květnu téhož roku byla celá znovu vydána v podobě knihy. Ve třetím svazku série radil Baden-Powell skautům využít mezinárodního jazyka esperanto jako „tajného jazyka hlídky“. Dotyčná pasáž zmizela v některém z následujících vydání, nicméně nachází se na straně 202. původního anglického vydání Scouting for Boys takto:
„Also if you want to use a secret language in your patrol, you should all set to work to learn "Esperanto". It is not difficult, and is taught in a little book costing one penny. This language is being used in all countries so that you would be able to get on it abroad now.“
Skutečnost, že Baden-Powell uvádí esperanto ve Scouting for Boys, je zajímavá z toho důvodu, že se Baden-Powell rozhodl brát ohled na esperanto a že o tom mluvil se svojí manželkou, lady Olave Baden-Powell. A skutečně, po smrti BP, roku 1950 v dopisu pro paní Dr. Lydia DeVilbis, Lady Olave napsala: „I often thought that it would be splendid if Mrs. Roosevelt could convince the United States to make Esperanto accepted in the whole world and to introduce it into the programs of all schools and organizations. It would really be of the highest importance for the world and especially useful for good understanding between people who are divided because of the diversity of languages.“ (Často jsem si myslela, že by bylo skvělé, pokud by Paní Rooseveltová mohla přesvědčit Spojené státy, aby Esperanto bylo přijímáno po celém světě a zavedli jej do programů všech škol a organizací. Bylo by opravdu zvlášť užitečné mít ho pro celý svět a zvláště dobré pro porozumění mezi lidmi, kteří jsou rozděleni vzhledem k rozmanitosti jazyků.) Paní Rooseveltová byla v době psaní tohoto dopisu, předsedkyní Výboru pro lidská práva Organizace spojených národů. To možná pomohlo připravit půdu pro doporučení organisace UNESCO ve prospěch Esperanta, která byla vyhlášena v roce 1954 a 1985.
V návaznosti na rychlé šíření skautingu v roce 1907, bylo brzy zřejmé, že mnozí skauti by mohli opravdu uspět při experimentu mezinárodního bratrství. Alexander William Thompson, vedoucí The Scout Association, měl v roce 1918 nápad založit mezinárodní esperantské skautské organisace na podporu mezinárodního přátelství a výměny služeb. Jako možnost řešení pro komunikační problémy, doporučil esperanto jako mezinárodní komunikační prostředek. Stejný rok byla založena League of Esperanto-speaking Scouts (Svaz skautů mluvících esperantem), která byla druhou mezinárodní skautskou organizací, ještě před vytvořením Světové organizace skautského hnutí. Není mnoho známo o tom, co lord Baden-Powell zamýšlel s esperantem, ale líbila se mu představa mezinárodní skautské organizace. O dva roky později, v roce 1920, bylo založeno World Bureau of Scouting, avšak bez použití esperanta, s angličtinu a francouzštinu jako oficiálními jazyky.
A. W. Thompson se stal prezidentem Ligy esperantských skautů a jeho bratr K. Graham Thompson čestným tajemníkem. Poté se stal generálním tajemníkem další britský skautský vedoucí, Norman Booth a vystoupil s pokladníkem D. H. Davidem aby založili Skolta Esperanto-Ligo (SEL). Tato nová asociace uspořádala několik mezinárodních skautských táborů k dosažení svých cílů a pro testování využívání esperanta ve skautingu: v roce 1922 v Nizozemsku 1923 v Belgii, 1924 v Dánsku, 1925 ve Španělsku, 1926 v Československu (v Praze dokonce fungovalo rozhlasové vysílání o skautingu v esperantu), 1927 ve Španělsku, 1928 v Belgii, 1929 během světové jamboree v Anglii 1930 v Holandsku, tábora, kterého se zúčastnily členové SEL, Harold Wilson, který byl předsedou vlády Spojeného království od roku 1964 až do roku 1970 a znovu od roku 1974 do roku 1976. Téměř 100 esperantem mluvících skautů z 18 zemí, i z dalekého Japonska, se zúčastnilo světové Jamboree v Birkenhead v roce 1929.

## Současnost
Dne 22. srpna 1969 Skolta Esperanto-Ligo oficiálně představilo první skautskou knihu v esperanto „Ĵamborea Lingvo“, členům světové skautské konferenci konané v Helsinkách ve Finsku. Nová verze se objevila v roce 1995.
```
  V Česku vyšla v esperantu kniha od Jaroslava Foglara Hoši od Bobří řeky (La knaboj de Kastora rivero), kterou vydal Český esperantský svaz ve spolupráci s Klubem esperantistů Dr. Th. Kiliána z Třebíče u příležitosti Světového esperantského kongresu v Praze v roku 1996. Podílel se na tom hlavně Pavel Sittauer, skaut, esperantista a ředitel školy, který  zemřel v roku 2018. a je známý organizováním esperantských kurzů na Lančově. Přeložil Dieter Berndt. Pro tisk připravil Esperantský literární fond (Esperanta Literatura Fondaĵo) Brno (sazba Josef Mendl, redigoval Miroslav Malovec). Kniha byla vydaná v počtu 1000 výtisků a je o ní stále zájem - na Aukru její cena dosáhla v r. 2022. 1'200 ČK. 
```

La Skolta Mondo je oficiální věstník SEL.